# Kumanaxó
Kumanaxó (Kumanaso, Cumanaxô, Cumanasho, Kumanasho, Cumanacho), pleme američkih Indijanaca porodice Machacalian, velika porodican Macro-Ge, nastanjeno u šumama istočnobrazilske države Minas Gerais i Bahia, na Suasui Grande. Bili su u ratovima s Botokudima. Istoimeni jezik cumanacho kojim su govorili nestao je, a potomaka možda imaju u nekom od 14 sela Maxakalí Indijanaca.

## Maleni rječnik
cumanacho... portugalski... hrvatski
- patañon... cabeça... glava
- shuoi... dente... zub
- añibktän... mão... šaka
- kuna?an... água.... voda
- kesham... fogo... vatra
- apukoi... sol... sunce
- a?am... terra... zemlja
- aba?ai... árvore... drvo